# میکل پیرامو
میکل پیرامو (به فرانسوی: Michel Peyramaure) (زاده ۳۰ ژانویه ۱۹۲۲_۱۱مارس ۲۰۲۳) نویسندهٔ فرانسوی است. بیشتر آثار او تاریخی اند. وی در سال ۱۹۷۹ جایزه ادبی اس‌جی‌دی‌ال را دریافت کرد.